# كأس ملك إسبانيا 1944–45
كأس ملك إسبانيا 1944–45 (بالإسبانية: Copa del Generalísimo de fútbol 1944-45)‏ هو موسم من كأس ملك إسبانيا. أقيم بتاريخ 1945، وفاز فيه أتلتيك بيلباو.